# Попис становништва 2022. у Србији
Попис становништва, домаћинстава и станова 2022. у Републици Србији је био други попис у Републици Србији од када је поново самостална држава. Требао је да буде одржан 2021. године, али је због пандемије ковида 19 померен за октобар 2022. Попис је био спроведен од 1. до 31. октобра, док је у следећим местима попис накнадно продужен за до 7 дана: неке општине Града Београда, Ужицу, Ваљеву, Смедереву, Панчеву, Шапцу, Новом Саду и Суботици.

## Резултати
Објављивање резултата пописа отпочело је током 2023. године, путем званичних публикација Републичког завода за статистику, које су подељене тематски, према специфичним пописним категоријама.
У првој пописној публикацији објављени су подаци о националној припадности, који су такође приказани и табеларно. На исти начин су приказани и подаци о вероисповести, односно матерњем језику. Такође су представљени и укрштени подаци о националној припадности и матерњем језику, односно националној припадности и вероисповести.